# Kabupaten de Padang Lawas

Localisation de Padang Lawas dans Sumatra du Nord

Le kabupaten de Padang Lawas, en indonésien Kabupaten Padang Lawas, est un kabupaten de la province de Sumatra du Nord en Indonésie. Il a été créé en 2007 par détachement de celui de Tapanuli du Sud. Son chef-lieu est Sibuhuan.

## Archéologie

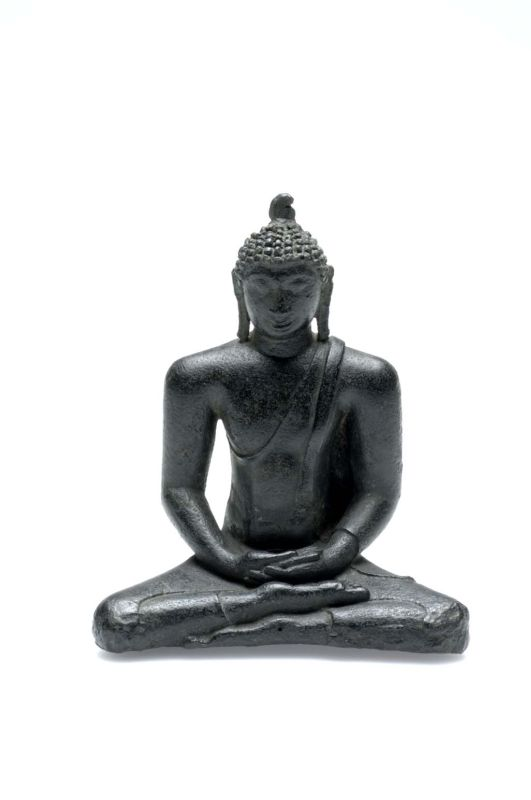
Statue de bronze de Bouddha découverte à Si Pamatung dans le kecamatan de Barumun Tengah

Le site de Padang Lawas  est en partie situé dans le kabupaten. Ce site s'étend sur quelque 1 500 km2 et couvre les kecamatan (districts) de Barumun et Barumun Tengah dans le kabupaten, Padangbolak dans celui de Tapanuli du Sud et Portibi dans celui de Padang Lawas du Nord.